# Rue Frédéric-Chopin
La rue Frédéric-Chopin est une voie de Toulouse, chef-lieu de la région Occitanie, dans le Midi de la France.

## Situation et accès

### Description
La rue Frédéric-Chopin est une voie publique. Elle traverse les quartiers de Borderouge et de Paleficat, tous deux dans le secteur 3 - Nord.

### Voies rencontrées
La rue Frédéric-Chopin rencontre les voies suivantes, dans l'ordre des numéros croissants (« g » indique que la rue se situe à gauche, « d » à droite) :
1. Rue Edmond-Rostand
2. Rue Alexis-Tocqueville (g)
3. Rue Guillaume-Rigal (d)
4. Impasse Guillaume-Rigal (d)
5. Impasse Alexis-Tocqueville (g)
6. Chemin de Paleficat

### Transports
La rue Frédéric-Chopin n'est pas directement desservie par les transports en commun Tisséo. La première partie de la rue, cependant, rencontre la rue Edmond-Rostand, parcourue par la ligne de bus 114. Au-delà, le boulevard André-Netwiller, est desservi par les lignes de bus 334073, qui rejoignent toutes la gare de bus de Borderouge, près de la station du même nom, sur la ligne de métro . La rue Frédéric-Chopin est également parallèle au boulevard Florence-Arthaud, desservi par les lignes de bus 3342. Enfin, au nord, la rue Frédéric-Chopin rencontre le chemin de Paleficat, également traversé par la ligne de bus 114.
La station de vélos en libre-service VélôToulouse la plus proche est la station no 262 (26 chemin de Borderouge).

## Odonymie
Le nom de la rue rend hommage à Frédéric Chopin (1810-1849), compositeur et pianiste français d'origine polonaise. La deuxième partie de la rue, entre l'impasse Alexis-Tocqueville et le chemin de Paleficat, fut d'abord un chemin privé qui desservait le château de Paleficat et son domaine, dont plusieurs fermes qui en dépendaient. En 1948, ce chemin entra dans le domaine public et fut simplement désigné comme le petit-chemin de Paleficat. C'est le 5 mai 1955 qu'il prit finalement le nom de Frédéric-Chopin. La première partie de la rue, entre la rue Edmond-Rostand et l'impasse Alexis-Tocqueville, n'a été tracée qu'en 1988, parallèlement à la rue Alexis-Tocqueville, afin de permettre le franchissement de la nouvelle « rocade de l'Hers » (actuelle partie est du périphérique) : il prit naturellement le nom de la rue Frédéric-Chopin, qu'il prolongeait au sud.

## Patrimoine et lieux d'intérêt

### Château de Paleficat
Le domaine de Paleficat date au moins du XVIe siècle. L'édifice actuel, construit au milieu du XVIIIe siècle, est représentatif des maisons de campagne construites pour les familles de l'aristocratie toulousaine. Le domaine actuel est limité à l'est par la rue Frédéric-Chopin, où se trouve l'entrée principale (actuel no 85), et au nord par le chemin de Paleficat.

### Fermes

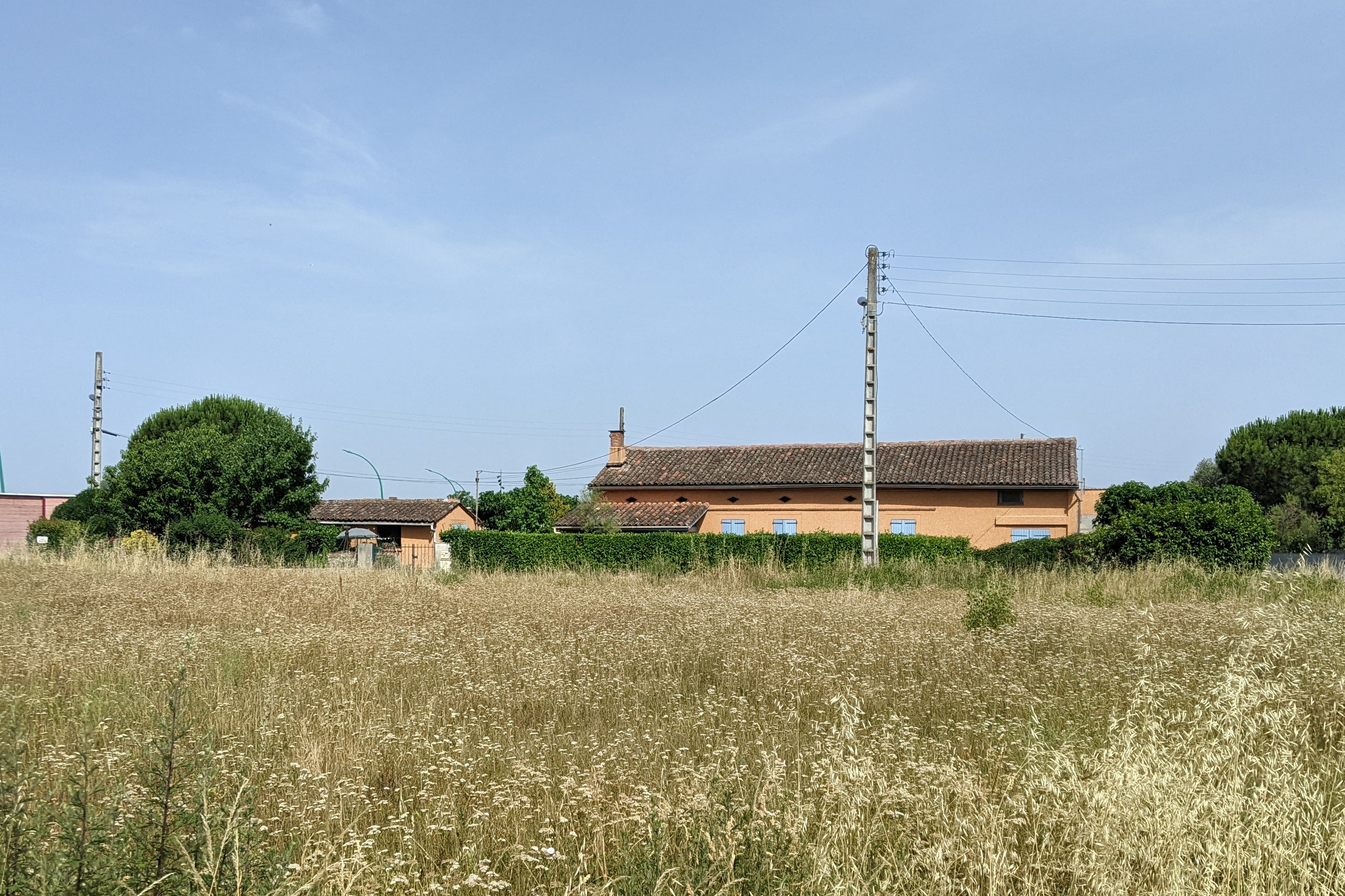
no 7 : ferme maraîchère.

- no  7 : ferme maraîchère. 
La ferme maraîchère est construite à la limite des XIXe et XXe siècles. Elle est bâtie en brique, parallèlement à l'ancien tracé de la rue Frédéric-Chopin, la façade principale orientée au sud-est. Elle se développe sur six travées et deux niveaux, séparés par un cordon : un rez-de-chaussée et un comble à surcroît aéré par des ouvertures en losange. Les anciennes parties agricoles se situent dans le prolongement du logis. Dans le jardin, une noria bâtie en brique et en galets a conservé une partie de son système métallique[3].

- no  78-80 : ferme. 
La ferme est construite à la fin du XVIIIe ou au XIXe siècle, sur les terres dépendant du château de Paleficat. Elle a également été remaniée au cours du XIXe siècle. Les corps de bâtiment sont construits perpendiculairement au chemin de Paleficat, le long de la rue Frédéric-Chopin. Au nord, le logis développe sa façade principale, orientée au sud-est, sur cinq travées symétriques. Au rez-de-chaussée, la porte est centrale. L'étage de comble est percé de fenêtres rectangulaires. L'élévation est surmontée d'une corniche moulurée[4].